# Bethany, Illinois
Bethany är en ort i Moultrie County i delstaten Illinois, USA.